# Stazione di San Damiano d’Asti
Stazione di San Damiano d'Asti vasútállomás Olaszországban, Asti településen.

## Vasútvonalak
Az állomást az alábbi vasútvonalak érintik:
- Torino–Genova-vasútvonal

## Kapcsolódó állomások
A vasútállomáshoz az alábbi állomások vannak a legközelebb:
- Stazione di Baldichieri-Tigliole (Stazione di Caselle Aeroporto, Linea SFM6)
- Stazione di Asti (Stazione di Asti, Linea SFM6)